# Győr
Győr (în germană Raab, în slovacă Ráb) este cel mai important oraș în nord-vestul Ungariei, reședința comitatului Győr-Moson-Sopron și unul dintre cele 23 orașe cu statut de comitat ale țării.
Este situat pe traseul unuia dintre cele mai importante drumuri din Europa Centrală, la mijlocul distanței dintre Budapesta și Viena.
Orașul este unul dintre cele cinci orașe principale ale țării și are o populație de 127.000 locuitori.

## Orașe înfrățite
- Erfurt (Germania)
- Kuopio (Finlanda)
- Sindelfingen (Germania)
- Colmar (Franța)
- Brașov (România)
- Nazaret Illit (Israel)
- Wuhan (China)

Orasul este cunoscut si pentru fabricarea unor modele ale cunoscutului constructor de automobile Audi.

## Demografie
Componența etnică a municipiului Győr
     Maghiari (95,61%)
     Germani (1,68%)
     Necunoscut (0,86%)
     Alții (1,85%)
Componența confesională a municipiului Győr
     Romano-catolici (48,04%)
     Fără religie (13,54%)
     Luterani (4,63%)
     Reformați (4,39%)
     Atei (1,61%)
     Necunoscută (27,43%)
     Alte religii (1,49%)
Conform recensământului din 2011, orașul Győr avea 121.042 de locuitori. Din punct de vedere etnic, majoritatea locuitorilor (95,61%) erau maghiari, cu o minoritate de germani (1,68%). Apartenența etnică nu este cunoscută în cazul a 0,86% din locuitori. Nu există o religie majoritară, locuitorii fiind romano-catolici (48,04%), persoane fără religie (13,54%), luterani (4,63%), reformați (4,39%) și atei (1,61%). Pentru 27,43% din locuitori nu este cunoscută apartenența confesională.